# داریو گراندینتی
داریو گراندینِتی (اسپانیایی: Darío Grandinetti‎؛ زادهٔ ۵ مارس ۱۹۵۹) بازیگر اهل آرژانتین و برندهٔ جایزهٔ امی بین‌المللی است. او بابت ایفای نقش‌های متعدد در تلویزیون، تئاتر و سینما شناخته می‌شود و با کارگردانان نامداری چون الخاندرو دوریا، پدرو آلمودوار و دامیان سیفرون همکاری داشته‌است.

## زندگی‌نامه
داریو گراندینِتی در شهر روساریو زاده شد. پدرش کارمند «هیئت ملی غلات» بود. وقتی داریو ۱۷ ساله بود، به همراه خانواده‌اش به شهر کوچک «لاس روساس» در استان سانتافه رفت، اما پس از یک سال، دوباره به روساریو برگشتند. در اینجا، او بازیگر تیم نوجوانان باشگاه فوتبال نیولز اولد بویز بود. وی مدتی به عنوان کارمند کمکی در «هیئت ملی غلات» مشغول به کار شد و بعد به تحصیل در رشتهٔ تئاتر روی آورد. وی بعدها به دلایل شغلی به بوئنوس آیرس نقل مکان کرد.

## حرفه
داریو گراندینتی بازیگری‌اش را از تلویزیون شروع کرد و کم‌کم به سینما روی آورد. بیشتر فیلم‌های او، آرژانتینی هستند. نخستین فیلم غیر آرژانتینی وی، فیلم بولیویایی روزی که سکوت مُرد محصول ۱۹۹۸ بود. وی سپس در چندین فیلم و سریال اسپانیایی هم بازی کرد. او را یکی از مهم‌ترین بازیگران کشور آرژانتین می‌دانند. داریو گراندینتی در سال ۲۰۱۲ بابت ایفای نقش در سریال «تلویزیون و پیراگیری» برندهٔ جایزهٔ امی بین‌المللی شد. وی همچنین در سال ۱۹۹۹ برندهٔ جایزهٔ انجمن منتقدان فیلم آرژانتین شد.

## زندگی شخصی
او در ۲۴ سالگی با سیلویا مونتاناری که در آن هنگام ۴۰ ساله بود، رابطهٔ عاشقانه داشت، اما سیلویا بعدها این رابطه را به‌هم زد و علتش را اختلاف سنی زیاد ذکر کرد.
در سال ۱۹۸۹ او رابطه خود را با هنرمند کاتالان «اولالیا لومبارته یورکا» رسمیت بخشید و با او صاحب دو فرزند به نام‌های «ماریا اولالیا» و «خوان» شد. رابطهٔ این زوج در سال ۱۹۹۲ با حواشی فراوان و نبرد حقوقی برای تصاحب فرزندان به پایان رسید که نتیجهٔ آن به نفع دارایو بود. در اکتبر ۱۹۹۳ وی با مدل پیشین و بازیگر آرژانتینی «ماریسا موندینو» آشنا شد که با هم در سال ۱۹۹۵ ازدواج کردند و صاحب دو دختر شدند: «لوسیا» که در سال ۱۹۹۶ متولد شد و در سال ۱۹۹۷ بر اثر هیدروسفالی و لورا. این زوج در سال ۲۰۰۶ رابطه خود را پایان دادند. سرانجام، پس از شایعات متعدد، داریو گراندینتی در سال ۲۰۱۶ رابطه خود را با بازیگر اسپانیایی پاستورا وگا، همسر سابق ایمانوئل آریاس بازیگر مشهور اسپانیایی، علنی و رسمی ساخت.

## گزیدهٔ نقش‌آفرینی‌ها

### سینما
- جولیتا (۲۰۱۶)
- فرانسیس: برایم دعا کن (۲۰۱۵)
- قصه‌های وحشیانه (۲۰۱۴)
- بدن نئونی (۲۰۱۰)
- با او حرف بزن (۲۰۰۲)
- روزی که سکوت مرد (۱۹۹۸)
- نیمه تاریک قلب (۱۹۹۲)

### تلویزیون
- عروس کولی[۳] (۲۰۲۲)
- سانتا اِویتا (۲۰۲۲)
- ایه‌رو (۲۰۱۹)
- کلبه دریا (۲۰۱۵)
- کوچولوها (۱۹۹۹)